# 요코하마 시영 지하철 블루 라인
블루 라인(일본어: ブルーライン 부루라인[*])은 가나가와현 후지사와시에 있는 쇼난다이 역과 가나가와 현 요코하마시 아오바구에 있는 아자미노 역을 잇는 요코하마 시 교통국의 지하철 노선이다. 노선 색은 파란색이다. ■
일반적으로는 요코하마 시영 지하철(일본어: 横浜市営地下鉄)이나 그저 지하철이라고 불리기도 한다. 그러나 그린 라인(2008년 개통)이 개통되면 요코하마 시 교통국이 운영하는 지하철 노선은 2개가 되므로 "블루 라인"이라는 노선 명칭을 정했다.
정식 명칭은 쇼난다이 역 ~ 간나이역이 1호선, 간나이 역 ~ 아자미노 역이 3호선이나 모든 열차가 1호선과 3호선을 직결 운행 하므로 구분의 의미는 없다.

## 역사
- 1972년 12월 16일: 가미오오카 - 이세자키초자마치 간 개통
- 1976년 9월 4일: 가미나가야 - 가미오오카, 이세자키초자마치 - 요코하마 간 개통
- 1985년 3월 14일: 마이오카 - 가미나가야, 요코하마 - 신요코하마 간 개통
- 1987년 5월 24일: 도쓰카 - 마이오카 구간 개통
- 1993년 3월 18일: 신요코하마 - 아자미노 간 개통
- 1999년 8월 29일: 쇼난다이 - 도쓰카 간 개통, 신요코하마키타 역을 기타신요코하마 역으로 역명 변경
- 2006년 6월 15일: 요코하마 시 교통국이 노선 명칭을 "블루 라인"으로 결정
- 2007년 12월 15일: 스크린도어 설치 완료, 1인 승무 개시.

## 차량
- 3000형
- 4000형

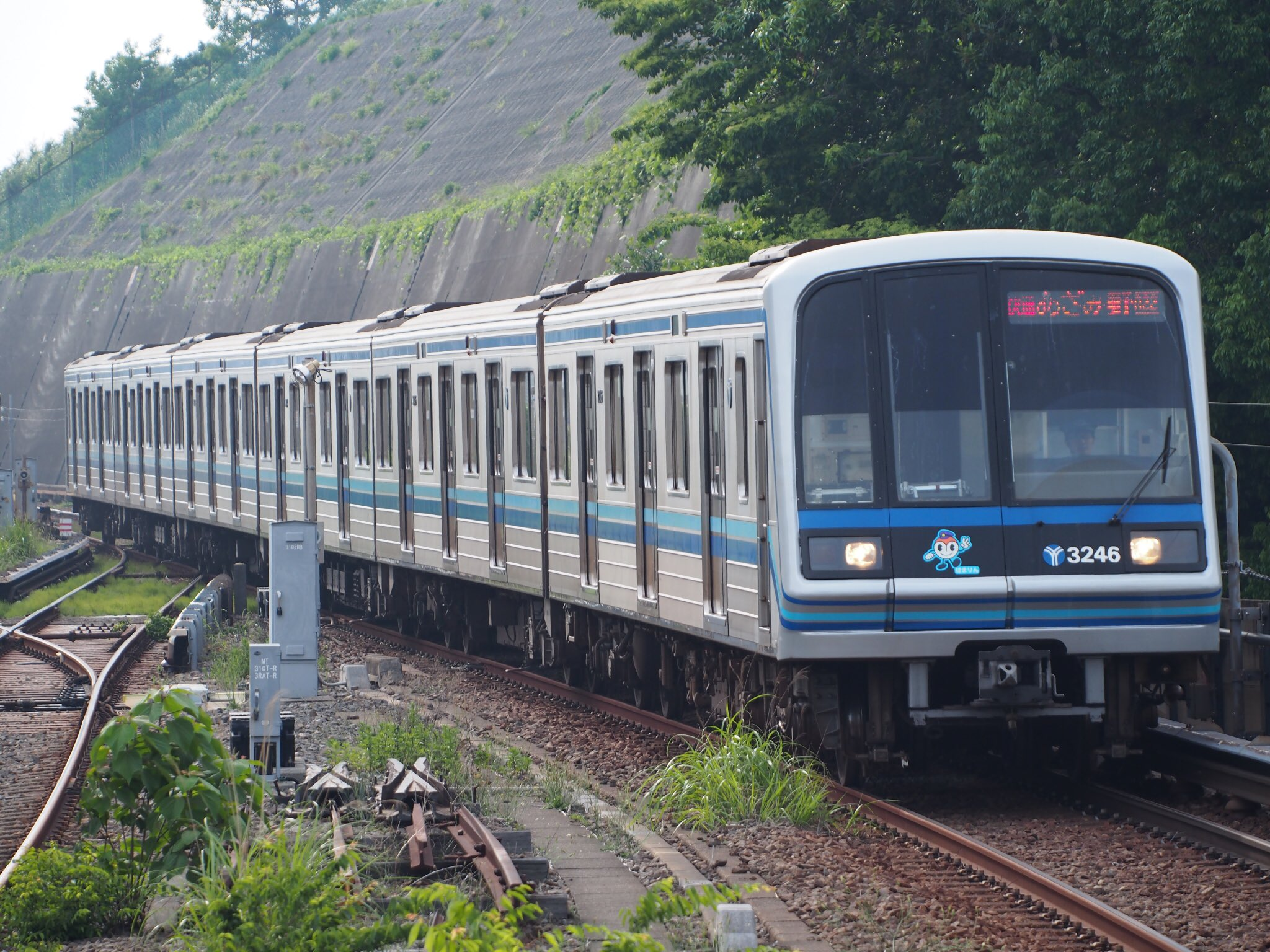
3000A형(1차분)
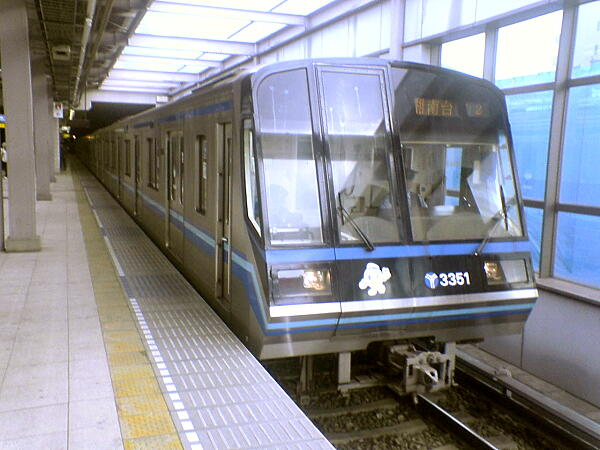
3000N형(2차분)
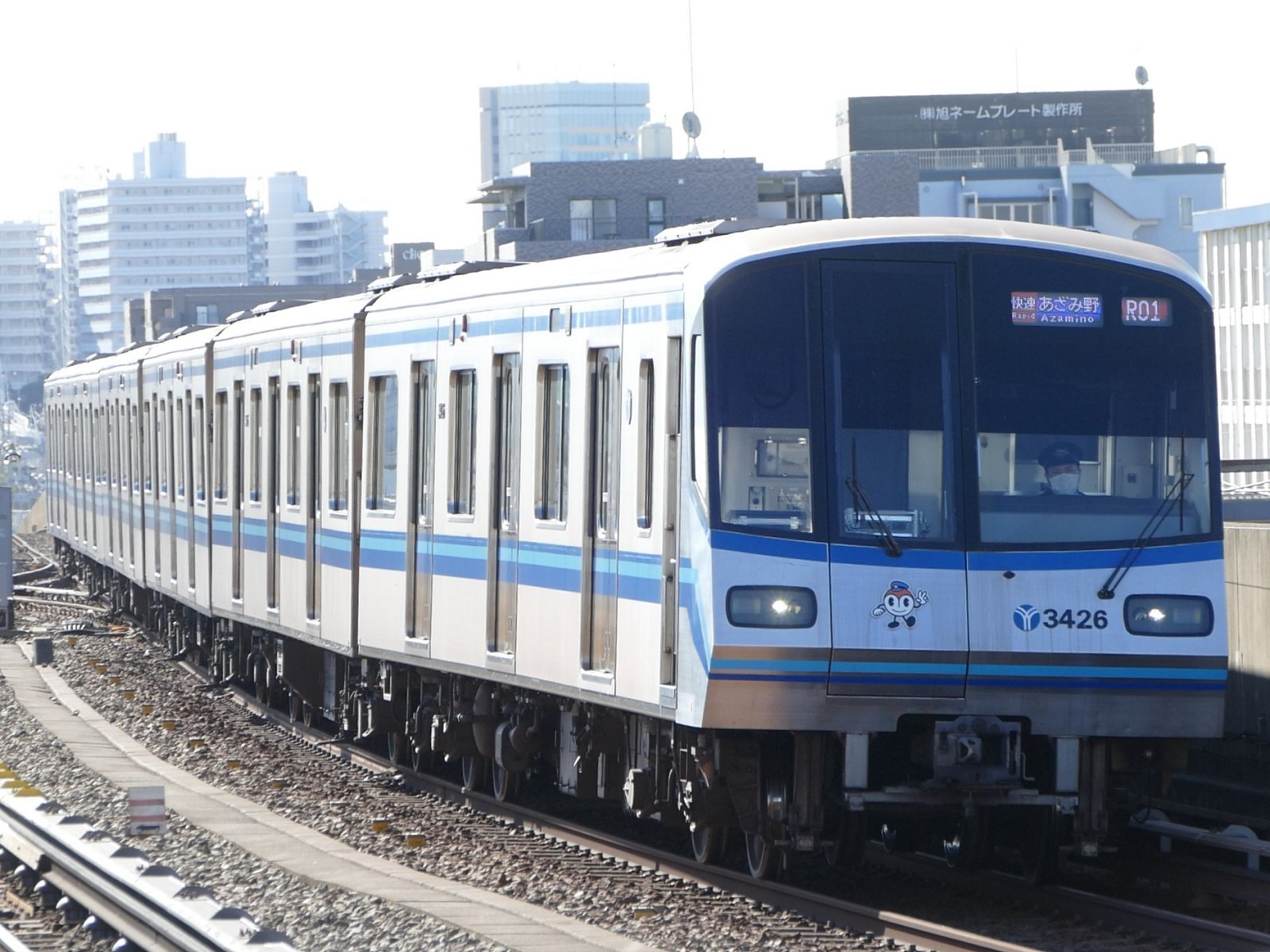
3000R형(3차분)
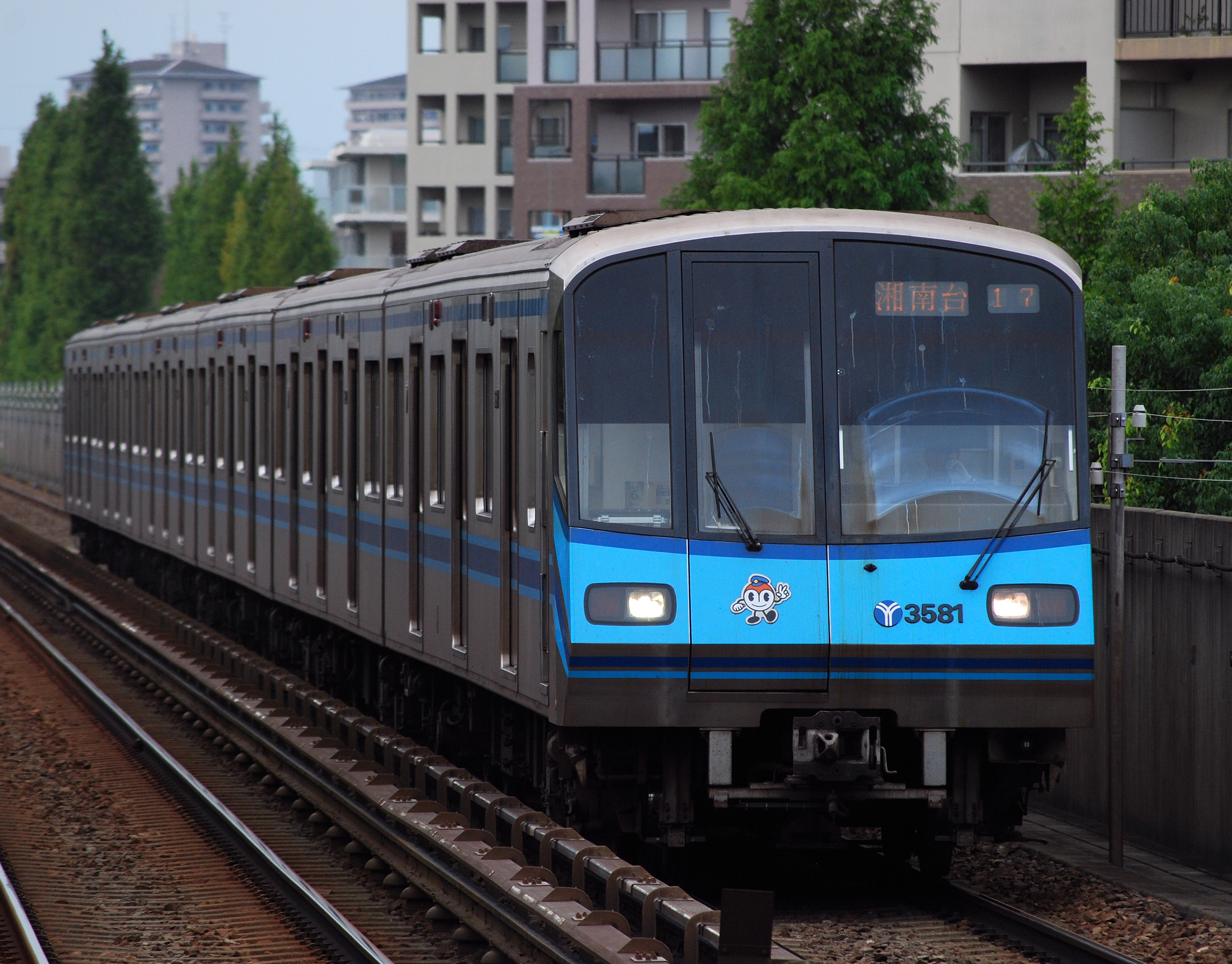
3000S형(4차분)
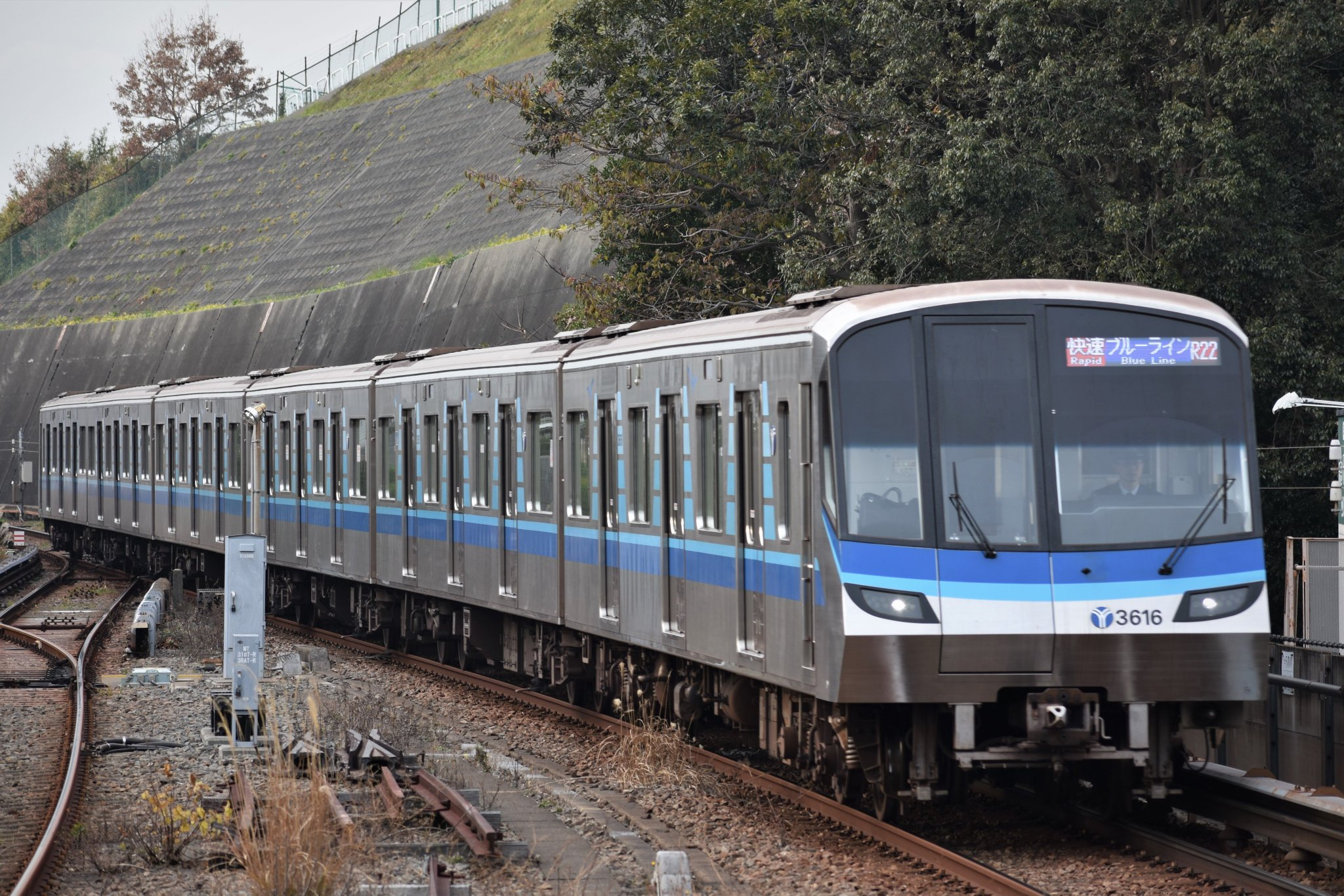
3000V형(5차분)
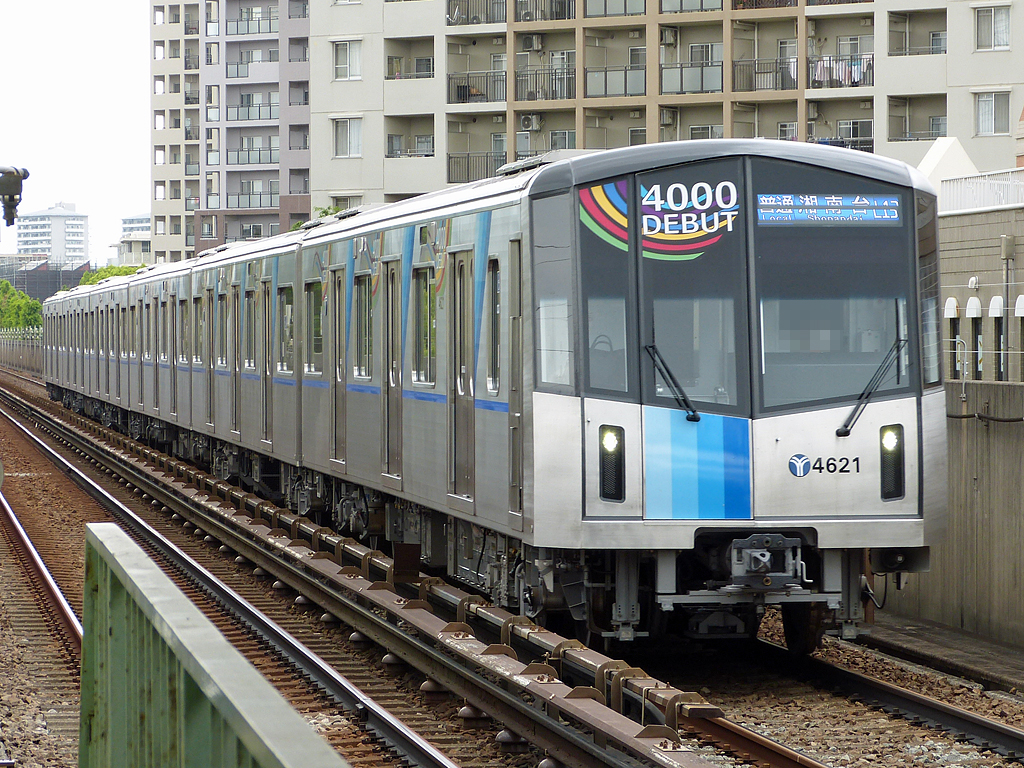
4000형

## 역 목록
| 역 번호 | 역 이름          | 일본어 이름    | 접속 노선 | 소재지     | 소재지     | 소재지                       |
| ------- | ---------------- | -------------- | --- | ---------- | ---------- | ---------------------------- |
| B01     | 쇼난다이         | 湘南台         | 오다큐 전철 에노시마 선 사가미 철도 이즈미노 선 | 가나가와현 | 후지사와시 | 후지사와시                   |
| B02     | 시모이다         | 下飯田         | | 가나가와현 | 요코하마시 | 이즈미구                     |
| B03     | 다테바           | 立場           | | 가나가와현 | 요코하마시 | 이즈미구                     |
| B04     | 나카다           | 中田           | | 가나가와현 | 요코하마시 | 이즈미구                     |
| B05     | 오도리바         | 踊場           | | 가나가와현 | 요코하마시 | 이즈미구                     |
| B06     | 도쓰카           | 戸塚           | 도카이도 본선(요코스카 선) | 가나가와현 | 요코하마시 | 도쓰카구                     |
| B07     | 마이오카         | 舞岡           | | 가나가와현 | 요코하마시 | 도쓰카구                     |
| B08     | 시모나가야       | 下永谷         | 고난구 | 가나가와현 | 요코하마시 |                              |
| B09     | 가미나가야       | 上永谷         | 고난구 | 가나가와현 | 요코하마시 |                              |
| B10     | 고난추오         | 港南中央       | 고난구 | 가나가와현 | 요코하마시 |                              |
| B11     | 가미오오카       | 上大岡         | 고난구 | 가나가와현 | 요코하마시 | 게이힌 급행 전철 본선        |
| B12     | 구묘지           | 弘明寺         | | 가나가와현 | 요코하마시 | 미나미구                     |
| B13     | 마이타           | 蒔田           | | 가나가와현 | 요코하마시 | 미나미구                     |
| B14     | 요시노초         | 吉野町         | | 가나가와현 | 요코하마시 | 미나미구                     |
| B15     | 반도바시         | 阪東橋         | | 가나가와현 | 요코하마시 | 미나미구                     |
| B16     | 이세자키초자마치 | 伊勢佐木長者町 | 나카구 | 가나가와현 | 요코하마시 |                              |
| B17     | 간나이           | 関内           | 나카구 | 가나가와현 | 요코하마시 | 네기시 선                    |
| B18     | 사쿠라기초       | 桜木町         | 나카구 | 가나가와현 | 요코하마시 | 네기시 선                    |
| B19     | 다카시마초       | 高島町         | | 가나가와현 | 요코하마시 | 니시구                       |
| B20     | 요코하마         | 横浜           | 도카이도 본선(요코스카 선, 게이힌 도호쿠 선), 네기시 선 도쿄 급행 전철 도요코 선, 사가미 철도 본선 요코하마 고속철도 미나토미라이 21선 게이힌 급행 전철 본선 | 가나가와현 | 요코하마시 | 니시구                       |
| B21     | 미쓰자와시모초   | 三ッ沢下町     | | 가나가와현 | 요코하마시 | 가나가와구                   |
| B22     | 미쓰자와카미초   | 三ッ沢上町     | | 가나가와현 | 요코하마시 | 가나가와구                   |
| B23     | 가타쿠라초       | 片倉町         | | 가나가와현 | 요코하마시 | 가나가와구                   |
| B24     | 기시네코엔       | 岸根公園       | 고호쿠구 | 가나가와현 | 요코하마시 |                              |
| B25     | 신요코하마       | 新横浜         | 고호쿠구 | 가나가와현 | 요코하마시 | 도카이도 신칸센, 요코하마 선 |
| B26     | 기타신요코하마   | 北新横浜       | 고호쿠구 | 가나가와현 | 요코하마시 |                              |
| B27     | 닛파             | 新羽           | 고호쿠구 | 가나가와현 | 요코하마시 |                              |
| B28     | 나카마치다이     | 仲町台         | 쓰즈키구 | 가나가와현 | 요코하마시 |                              |
| B29     | 센터 미나미      | センター南     | 쓰즈키구 | 가나가와현 | 요코하마시 | ■ 그린 라인                  |
| B30     | 센터 기타        | センター北     | 쓰즈키구 | 가나가와현 | 요코하마시 | ■ 그린 라인                  |
| B31     | 나카가와         | 中川           | 쓰즈키구 | 가나가와현 | 요코하마시 |                              |
| B32     | 아자미노         | あざみ野       | 도쿄 급행 전철 덴엔토시 선 | 가나가와현 | 요코하마시 | 아오바구                     |